# Tulisa
Tulisa, właśc. Tula Paulinea Contostavlos (ur. 13 lipca 1988 w Londynie) – brytyjska piosenkarka, autorka piosenek, aktorka i osobowość telewizyjna. Karierę rozpoczęła w 2000 roku w zespole N-Dubz, z którym nagrała trzy platynowe płyty i wylansowała szereg przebojów. Od 2012 prowadzi karierę solową. Wystąpiła jako juror w dwóch edycjach brytyjskiego programu The X Factor.

## Życiorys
Urodziła się i wychowała w dzielnicy Camden Town w północnym Londynie. Ojciec Tulisy, Plato Contostavlos, jest Grekiem cypryjskim i przez pewien czas był keyboardzistą w zespole Mungo Jerry. Kiedy Tulisa miała pięć lat, jej matka, Anne Byrne, została zamknięta w ośrodku specjalistycznym ze względu na zaburzenia umysłowe.
W 2000 roku Tulisa, jej kuzyn Dappy i ich kolega Fazer założyli zespół muzyczny, który ostatecznie nazwali N-Dubz. Ich pierwsza płyta, Uncle B, ukazała się dopiero w 2008 roku nakładem wytwórni All Around the World. Okazała się sukcesem i dotarła do 11. miejsca listy sprzedaży w Wielkiej Brytanii. Na płycie znalazły się przeboje  „Ouch” i „Papa Can You Hear Me?”. W listopadzie 2009 grupa wydała drugi album, Against All Odds, który zawierał jeden z ich największych hitów, „I Need You”, i również był sukcesem sprzedażowym. Wiosną 2010 N-Dubz wylansowali kolejny duży przebój „We Dance On” we współpracy z duetem Bodyrox, promujący film StreetDance 3D. W 2010 roku wydany został ich trzeci album, Love.Live.Life, który również uplasował się w brytyjskim top 10.
W 2011 grupa N-Dubz zawiesiła działalność, a poszczególni członkowie skupili się na solowych projektach. Tulisa zagrała małe role w dwóch filmach: komedii Big Fat Gypsy Gangster i horrorze Demons Never Die. Pod koniec 2011 brała udział w 8. serii brytyjskiego programu The X Factor, gdzie była jurorką i mentorką zwycięskiej grupy Little Mix. Do programu powróciła w tym samym charakterze w sezonie 9.
Wiosną 2012 Tulisa wydała taneczne nagranie „Young” jako swój pierwszy solowy singel. Piosenka zadebiutowała na 1. miejscu UK Singles Chart. Krótko przed wydaniem singla w internecie pojawił się amatorski film pornograficzny z udziałem Tulisy i jej byłego chłopaka, Justina Edwardsa. Materiał odbił się głośnym echem w brytyjskch mediach. Jesienią ukazały się dwa kolejne single: „Live It Up”, na którym pojawił się amerykański raper Tyga, oraz „Sight of You”. Oba weszły do pierwszej dwudziestki brytyjskiej listy przebojów. W grudniu Tulisa wydała album The Female Boss nakładem All Around the World i Island Records. Płyta uplasowała się na 35. miejscu UK Albums Chart i otrzymała negatywne recenzje.
W czerwcu 2013 Tulisa została aresztowana pod zarzutem udziału w handlu narkotykami. Podczas rozprawy sądowej w grudniu zaprzeczyła jakoby miała pośredniczyć w dostarczaniu 13,9 grama kokainy działającemu pod przykryciem dziennikarzowi. W lipcu 2014 sprawę umorzono kiedy okazało się, że dziennikarz składał fałszywe zeznania. Wtedy też na antenie BBC Three wyemitowano film dokumentalny poświęcony sprawie pt. Tulisa: The Price of Fame. Program odnotował 615 tys. widzów. Jesienią 2014 Tulisa zaprezentowała nowe nagranie „Living Without You”. Singel cieszył się średnim sukcesem w Wielkiej Brytanii, plasując się na 44. miejscu listy przebojów.
Tulisa wydała singel „Sweet like Chocolate” we wrześniu 2016, jednak nie okazał się on sukcesem komercyjnym. W kwietniu 2018 piosenkarka wygrała ponad 5-letni proces o prawo autorskie i należne honoraria do piosenki „Scream & Shout” will.i.ama i Britney Spears, którego jest współautorką. W 2019 wydała single „Daddy” i „Sippin’”, które nie weszły na listy przebojów.
W 2022 Tulisa wzięła udział w reaktywacji N-Dubz. Grupa wydała singel „Charmer” i wyruszyła w trasę koncertową. Ich nowy album Timeless ukazał się w sierpniu 2023 i wszedł do top 10 na rynku brytyjskim. Pod koniec 2024 Tulisa wzięła udział w reality show I’m a Celebrity...Get Me Out of Here!, gdzie została wyeliminowana jako trzecia.

## Dyskografia

### Albumy
- The Female Boss (2012)

### Single
- „Young” (2012)
- „Live It Up” (oraz Tyga) (2012)
- „Sight of You” (2012)
- „Living Without You” (2015)
- „Sweet like Chocolate” (oraz Akelle) (2016)
- „Daddy” (2019)
- „Sippin’” (2019)
- „In the Air” (oraz Alex Ross) (2024)

## Filmografia
- Big Fat Gypsy Gangster (2011)
- Demons Never Die (2011)

## Programy telewizyjne
- Tulisa: My Mum & Me (2010)
- Being... N-Dubz (2010–11)
- The X Factor (2011–14)
- Tulisa: The Price of Fame (2014)
- I’m a Celebrity...Get Me Out of Here! (2024)